# Dicranomyia (Dicranomyia) draupadi
Dicranomyia (Dicranomyia) draupadi is een tweevleugelige uit de familie steltmuggen (Limoniidae). De soort komt voor in het Oriëntaals gebied.